# Mercuriusovergang vanaf Mars

Mercuriusovergangen zoals waargenomen door de Curiosity Rover op Mars

Een Mercuriusovergang is de situatie waarin de planeet Mercurius voor de zon langs beweegt. In dit geval is het gezien vanaf Mars.

## Lijst van overgangen
- 18 december 2003
- 12 januari 2005
- 23 november 2005
- 10 mei 2013
- 4 juni 2014
- 15 april 2015
- 25 oktober 2023
- 5 september 2024
- 26 januari 2034
- 21 februari 2035
- 13 juli 2044
- 24 mei 2045
- 8 november 2052
- 3 december 2053
- 14 oktober 2054
- 25 april 2063
- 6 maart 2064
- 27 juli 2073
- 22 augustus 2074
- 17 december 2082
- 12 januari 2084
- 22 november 2084
- 9 mei 2092
- 3 juni 2093
- 14 april 2094